# Até Você Voltar
"Até Você Voltar" é uma canção da dupla Henrique & Juliano, incluída no álbum Ao Vivo em Brasília. Foi lançada nas rádios como primeiro single do álbum em 26 de maio de 2014, e digitalmente em 9 de junho. "Até Você Voltar" é um bolero, já gravada por Marcos & Fernando, mas que ganhou uma nova versão e arranjos para compor o novo projeto de Henrique e Juliano

## Composição
A canção é de composição de Marília Mendonça e Juliano Tchula, a canção aflora a vertente romântica da dupla. Algo que é o oposto do hit "Não tô valendo nada", com o qual os sertanejos ficaram famosos em 2012.

## Videoclipe
O videoclipe ao vivo da canção foi lançado no Youtube no dia 27 de maio de 2014. Nela mostra imagens do novo DVD da dupla, gravado em Brasília em 12 de abril de 2014.

## Lista de faixas
| Download digital |                   |         |  |
| N.º              | Título            | Duração |  |
| 1.               | "Até Você Voltar" | 3:24    |  |

## Desempenho nas tabelas musicais
| Tabela musical (2014)                     | Melhor posição |
| ----------------------------------------- | -------------- |
| Brasil - Billboard Brasil Hot 100 Airplay | 5              |